# Скот (Арканзас)
Скот (енгл. Scott) насељено је место без административног статуса у америчкој савезној држави Арканзас.

## Демографија
По попису из 2010. године број становника је 72, што је 22 (-23,4%) становника мање него 2000. године.
| Група             | 2000.      | 2010.      |
| Белци             | 61 (64,9%) | 37 (51,4%) |
| Афроамериканци    | 32 (34,0%) | 30 (41,7%) |
| Азијати           | 0 (0,0%)   | 0 (0,0%)   |
| Хиспаноамериканци | 0 (0,0%)   | 5 (6,9%)   |
| Укупно            | 94         | 72         |